# イングランドの文化

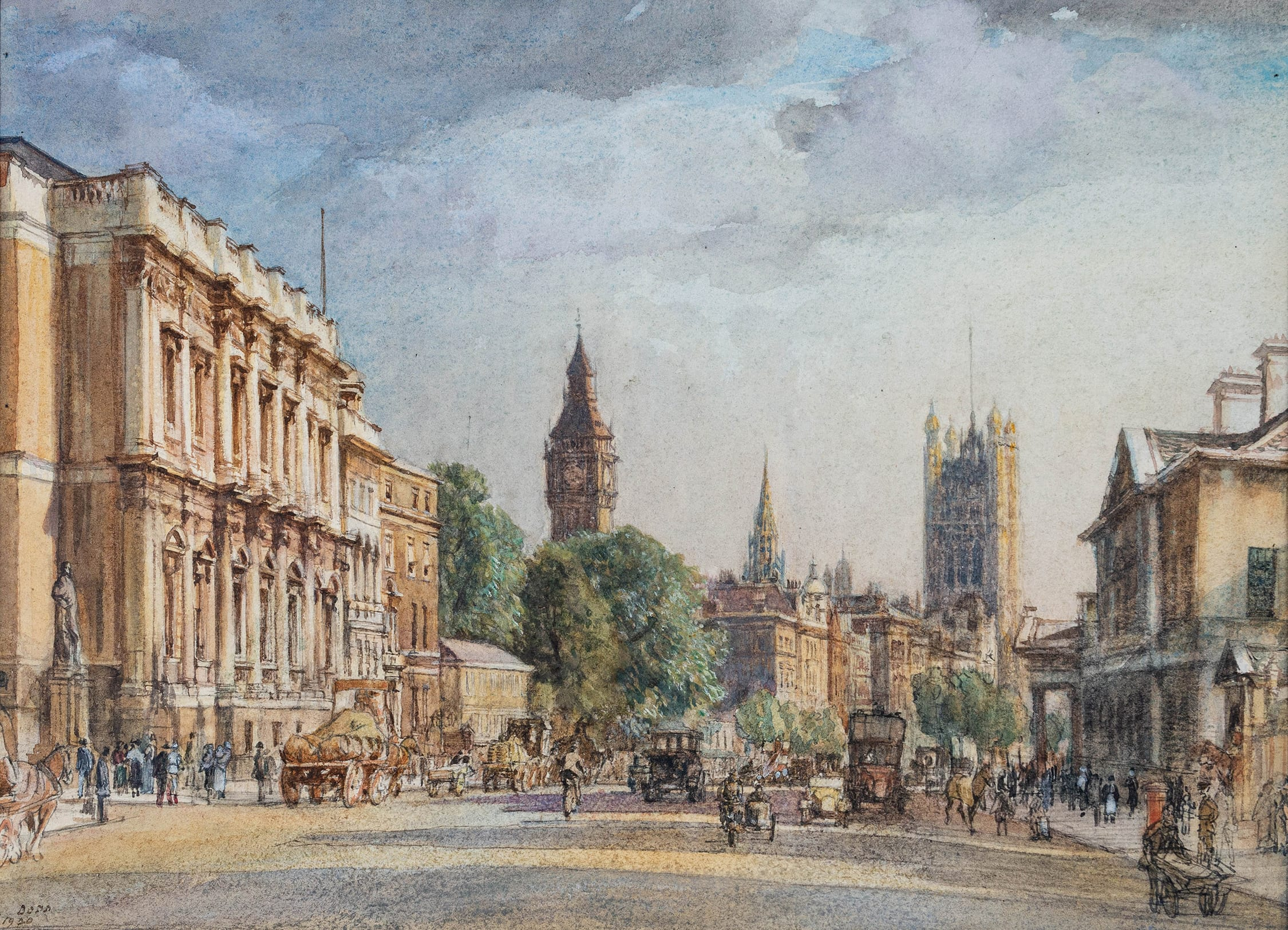
1920年のウェストミンスター宮殿

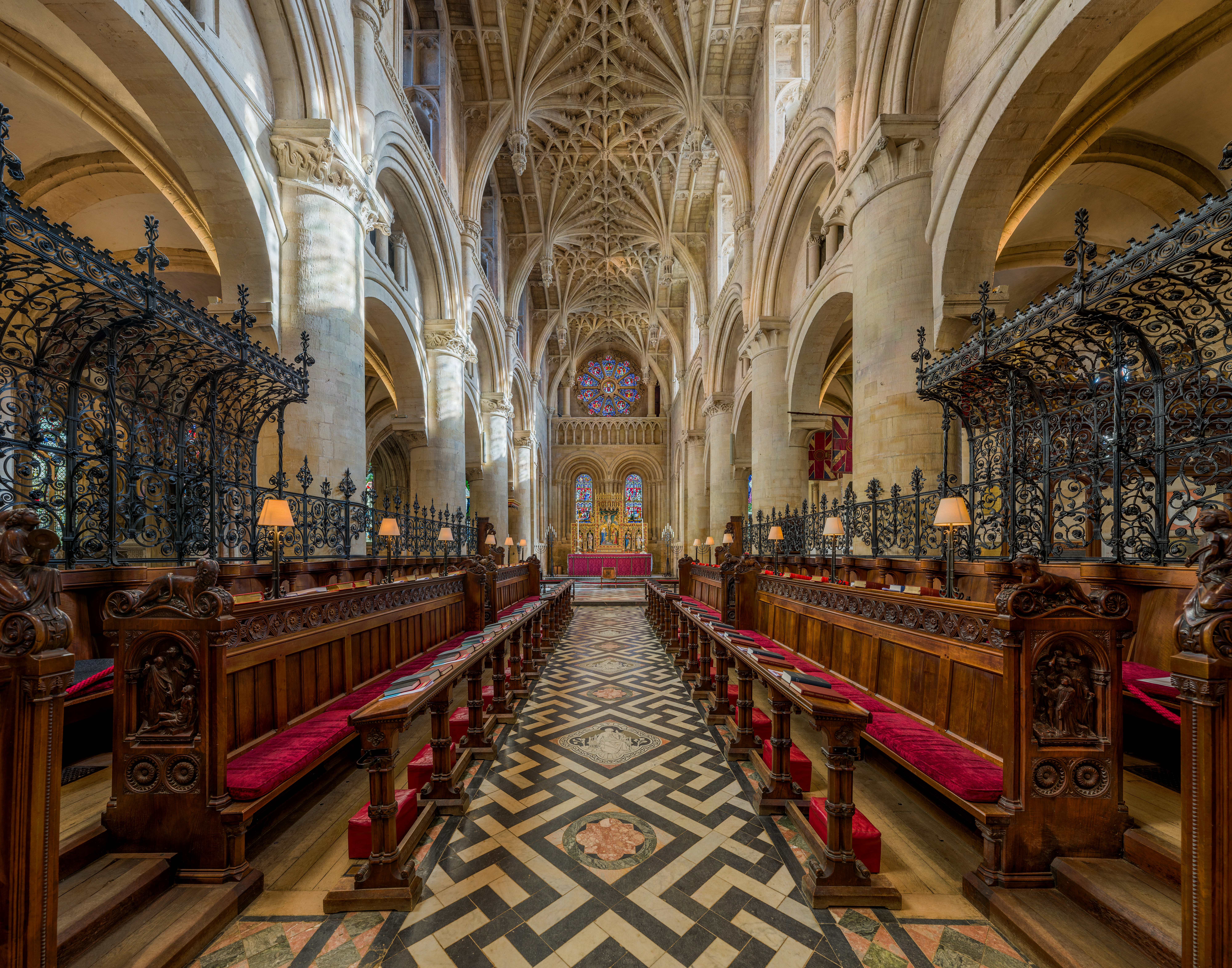
オックスフォードのクライストチャーチ大聖堂

イングランドの文化（英語: Culture of England）とは、多様性のある文化で、イングランドおよびイングランド人の文化的規範によって定義されている。
一般的に「ユーモア・古き良き伝統・良い礼儀」の3つは、イングランド人の大きな特徴とされている。こうした性格的特徴の影響の下、イングランドは、文学や映画、音楽、美術、哲学といった分野で世界において重要な役割を果たし、多大な貢献をしてきた。また、産業革命の発祥地として、多くの科学技術の進歩を生み出し、特に工学や民主主義、造船、航空機、自動車、数学、科学、スポーツなどの分野において世界へ大きな役割を果たした。
イングランドの文化的起源は、初期のアングロ・サクソン時代に遡ることができ、その時のイングランドはすでに独自の文化を築き始めていた。この後のアングロ・ノルマンの時代や、プランタジネット王朝の時代を経ても途切れることなく、現代に至るまで続いている。
イングランドは長い間、イギリスの中で主導的な立場を占めていたため、「イングランド文化」と「イギリス文化」を細かく区別するのは難しい点がある。イギリス国務大臣は英国全国の文化・メディア・スポーツを担当しているほか、イングランド地域の文化生活を統括する役割も担っている。しかし、1990年代以降、イギリス政府はその政治的および経済的な権力はスコットランド、ウェールズ、北アイルランドに移譲される傾向が続いている。

## 建築における文化

### 石器時代
多くの立石記念物は、イングランドに文字が存在しなかった時代に建てられていた。

### 古代（ローマ統治のブリタンニア時代）
その中で最もよく知られているのは、ストーンヘンジ、エイヴベリー、デビルズ・アローズ、ラドストン・モノリス、キャッスルリッグなどである。古代ローマの建築が導入されると、イングランドの建築技術は顕著に発展していて、バシリカや円形劇場、凱旋門、ヴィラ、神殿、ローマ街道、要塞、防柵、水道橋など、非常に高度な技術を要する建造物が築かれていた。ローマ人はロンドンやバース、ヨーク、チェスター、セント・オールバンズといった石造りの都市を初めて築きていた。おそらく最もよく知られているのは、北イングランドを横断する「ハドリアヌスの長城」と、サマセット州のバースにある「大規模なローマ浴場」が挙げられている。

### 中世

#### アングロサクソン時代
- 木造教会

イングランドで独自の風格を持つ建築が初めて登場したのは5世紀、日本史でいう倭国の古墳時代中期にあたる「アングロサクソン人の時代」からである。最も多くのは、木造の教会建築であった。現存しているアングロサクソン時代で建てられた教会は、少なくとも50か所以上が現役で使用され、場合によっては完全に保存されたものもあれば、小規模な改修を経て一部が変化したものもある。木造教会を除き、ローマ時代の建築技術を受け継ぎ、石や煉瓦で建てられた建築も多く、または石と木材を組み合わせた建築技法も見られている。
アングロサクソンの教会建築の特徴は、初期には「コプト様式」が見られ、次第に欧州大陸の「バシリカ様式」の影響を受けていた。後期には、ピラスター装飾や空白アーケード、バラスター柱、三角形のアーチ開口部など、大陸ではほとんど見られない、または非常に少ない島国の装飾や技法が発展していた。
- 石造りの大聖堂と聖地巡礼

一方、イングランドの大聖堂建築群も古く、木造建築よりも長い期間保存されており、最古のものはおよそ700年頃、つまり日本の平安時代に相当する時期に遡ることができる。これらの大聖堂は「イングランドという国の芸術的遺産」として、イングランドの歴史や王室にとって重要な側面を成している。中世のキリスト教では聖人崇拝が行われ、特定の聖人の像や遺物が安置された場所への「聖地巡礼」が非常に人気を集めていた。人気のある聖人の遺物を巡礼することが、カトリック教会にとっては「資金を得る手段の1つ」であり、カトリック信者にとっては「神から助けや祝福を得て、聖遺物による癒しを受け、霊的な忠誠心を表現する」という意味も込められており、その捉え方は人それぞれであった。
特に巡礼者が多く集まる教会としては、イングランド初のキリスト教殉教者の聖遺物を持つセント・オールバンズ大聖堂、創設者である聖ウィルフリッドの聖廟を有するリポン大聖堂、聖カスバートと聖エイダンの遺体を祀ったリンディスファーン修道院、聖エセルドレダの聖廟を持つイーリー大聖堂、懺悔王聖エドワードの聖廟を持つウェストミンスター寺院、聖リチャードの遺体を祀るチチェスター大聖堂、そして聖スウィスンの遺物があるウィンチェスター大聖堂などがある。
また、有名な聖人は巡礼者を、多くの人が訪れる有名な教会だけでなく、あまり人気がない教会に常連の信者を引き寄せる力を持っていた。特に有名だった例としては、1170年にヘンリー2世の部下によって暗殺されたカンタベリー大司教トマス・ベケットのケースが挙げられる。彼を祀る「カンタベリー大聖堂」は、13世紀の巡礼ブームによって短期間で「サンティアゴ・デ・コンポステーラ大聖堂」に次ぐ規模を誇るようになった。なお、1170年には、カンタベリー大聖堂とウェストミンスター寺院で「ゴシック建築様式」が導入され、その後の400年間、ゴシック様式はイングランドで著しい発展を遂げていた。時には欧州大陸で見られる装飾の影響もあったが、一般的には独創性の高い、イングランドならではの様式が多く見られていた。

#### ノルマン朝

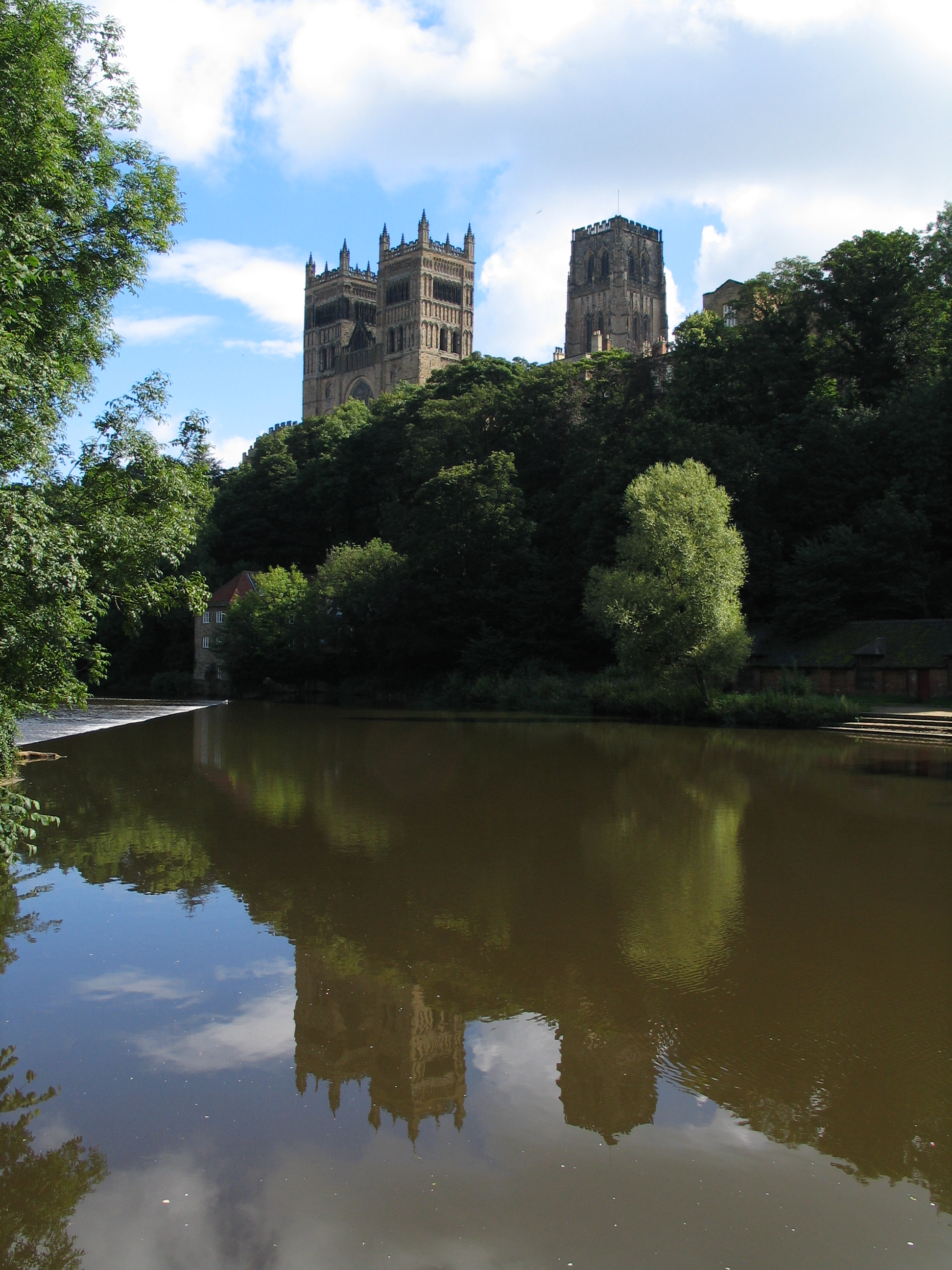
1093年創建のダラム大聖堂。

ノルマン征服（11世紀、日本では平安時代中期）の後、フランス王国から「ロマネスク建築」の建設ブームがイングランド王国に到来し、元の木造のアングロ・サクソン建築に取り代わった。その後、イングランドではこの建築様式を「ノルマン建築」と呼ぶようになり、イングランド・ゴシック建築は「移行期」を迎ていた。イングランドのゴシック建築は初期のゴシック様式、中期の装飾様式、後期の垂直様式の3つの時期に分けられ、ノルマン建築はその中期と後期の数多くのゴシック様式の一種に属している。
11世紀以降、フランス系のノルマン人は支配権を確立するため、お城や教会など支配層のための建築を次々と建っていた。中世には、ウィンザー城（欧州で最も長く使用されているお城）、堀に囲まれたボディアム城、ロンドン塔、ウォリック城など、多くのノルマン風の城や要塞が建設されていた。このノルマン建築を基盤に、イングランド人は創造力を発揮し、もともとフランスには無かったノルマン風の宮殿、大邸宅、別荘、大学建築も手掛けていた。

### 近代

#### チューダー朝からステュアート朝まで
イングランドのゴシック建築は、12世紀から16世紀初頭にかけて栄え続けており、この時期は日本では平安時代から安土桃山時代にあたる。その代表的な例として、イギリスの君主の戴冠式が伝統的に行われるウェストミンスター寺院（王室の結婚式の場としても長い伝統を持つ）、イングランドで最も古い大聖堂であるカンタベリー大聖堂、イギリスで最も高い教会の尖塔を持つソールズベリー大聖堂、そして北欧地域で面積最大のヨーク・ミンスターがある。
イングランド全土における世俗的な中世建築は、大規模な石造りの城としてその遺産を残している。しかし、近代の16世紀以降、火薬や大砲の発明によって石造りのお城だけでは防御が難しくなり、その後のルネサンス期には、イングランドの民家に新しい様式が導入されていた。特にチューダー様式、エリザベス朝様式、ジャコビアン様式、イングランド・バロック様式、クイーン・アン様式、パラディアン様式が注目されている。チューダー朝時代には、壮大な王宮建築が次々と築かれ、ノンサッチ宮殿、プラセンティア宮殿、ハンプトン・コート宮殿、ハットフィールド・ハウス、リッチモンド宮殿、ビューリー宮殿などがその例である。
イングランドの建築家の中でも特に称賛されるのは、クリストファー・レン卿である。彼は1666年のロンドン大火後、ロンドンの焼失した多くの古代教会を設計・再建するようチャールズ2世に任命されていた。啓蒙時代以降、ジョージアン建築や新古典主義建築が発展し、「堅実な基本構造に、古典で優雅な外観を持つ建築」が非常に人気となり、その影響は現代のロンドンの建築群にも反映されている。バースのロイヤル・クレセントはその最たる例の1つである。

#### ハノーヴァー朝
- ルネサンス建築

一方、近代初期にはルネサンス建築の影響が見られ、18世紀までにイングランドはようやく古いゴシック様式の建造を停止し、古代ギリシャやローマの美学を取り入れた古典様式を再び採用していた。ジョージ4世の摂政時代には、ロンドンだけでなく、イングランド全域で建築や都市計画の分野において多くの成果が達成されていた。摂政様式は当時のインテリアデザインや装飾芸術にも適用され、優雅な家具や縦縞の壁紙が特徴的であった。また、男性のダンディーの代表としてはボー・ブランメル、女性の衣服のスタイルとしてはエンパイアシルエットが象徴的であった。
- 庭園

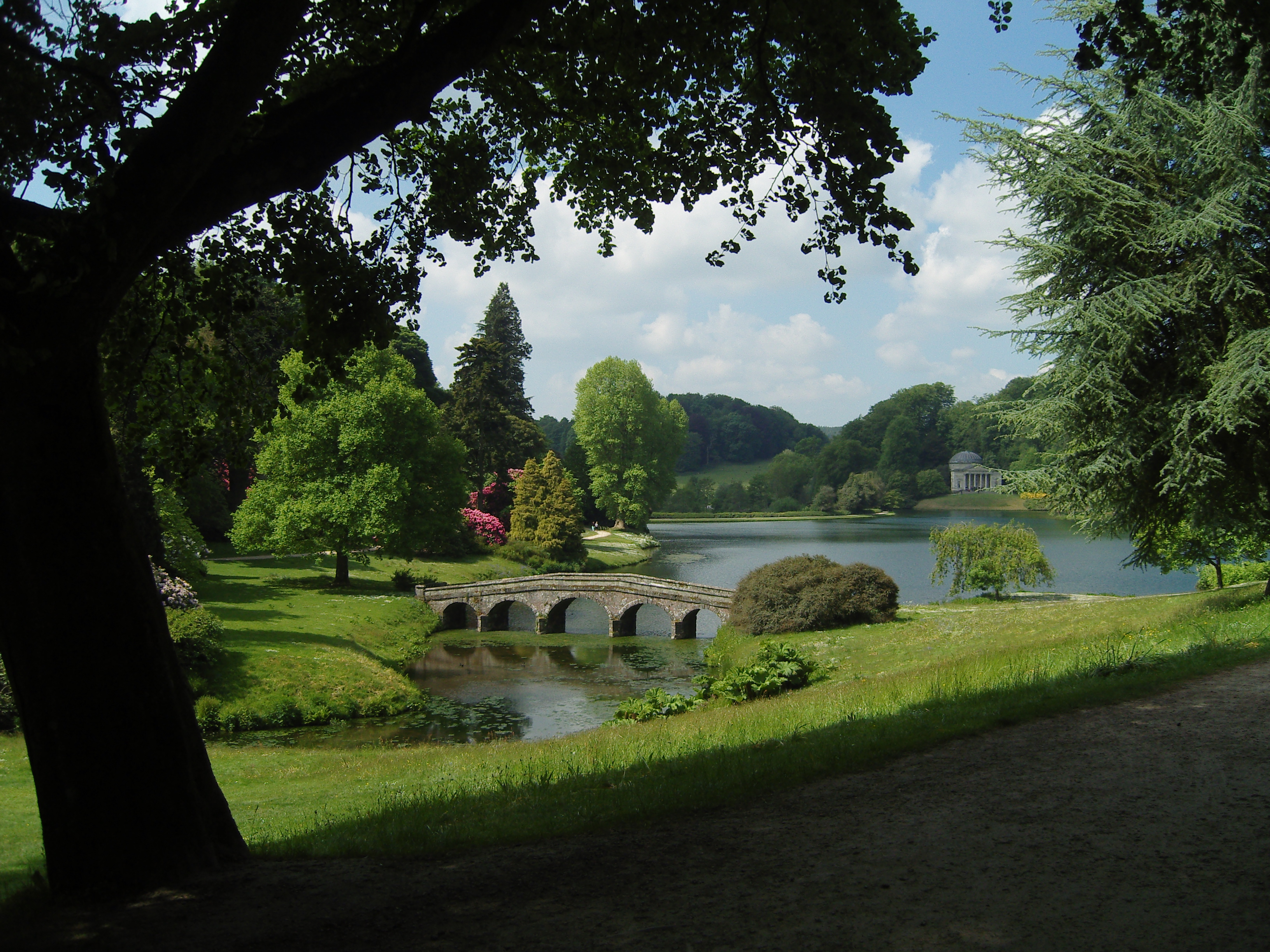
1750年頃「生きてる芸術作品」と評価されたイギリス式庭園。

「イングランド式庭園」は、現代の日本語で「イギリス庭園」と呼ばれることが主流であり、この様式の庭園は17世紀の偉大な風景画の画家たちに触発された。広大なイングランド式庭園は、自然を理想化した姿として絵画や文学に表現されている。通常には、湖や緩やかな起伏を描く芝生、木立があり、また、道楽としてギリシャ神殿の遺跡、ゴシック教会の廃墟、崩壊した橋など、普段は庭園には入らないようなものが組み込まれ、「詩的・牧歌的な田園風景」を現実世界で再現するよう設計されている。イングリッシュ・ヘリテッジやナショナル・トラストによって、イングランド各地で大規模な庭園や風景公園を保存する運動が起こり、現代に至っている。また、毎年「王立園芸協会」によって開催される「チェルシー・フラワーショー（RHS）」は、世界最大のガーデニングショーとして知られている。
ケイパビリティ・ブラウンという人物は「庭園」に注目し、彼によって発展した風景のある庭園は、イングランド式庭園の標準を作り上げた。典型的なイングランド式庭園は、国際的なトレンドを確立し、有名となった。18世紀末までには、イングランド式庭園は欧州大陸にも逆輸入され、フランス風景式庭園や、ロシアのサンクトペテルブルク近郊にあるパヴロフスク宮殿庭園（後の教皇パウル1世の私人庭園）など、遠く離れた国でも模倣されるようになった。また、19世紀に世界中で出現した「公共庭園」、つまり「公園」の原型としても言及され、公共建築の分野にも大きな影響を与えていた。
- ヴィクトリア様式

なお、産業革命により、クリスタル・パレスのような非常に巨大な人工建築・工業建築が登場していた。1832年にチャンス兄弟によってイングランドにもたらされた「板ガラス製法」の導入により、大きくて安価で丈夫なガラスの生産が可能となった。クリスタル・パレスではこの頑丈なガラスを活用し、既に熟練していた「鉄骨・鉄筋建築」と組み合わせることで、史上最大規模の広さを持つ建物の建設が可能となり、これらの建物の中には、内部照明を必要としない透明な天井や、薄くて固い壁があり、世界中の訪問者を驚かせていた 。
さらに、ヴィクトリア朝時代のイングランドでは、世界初の海辺の「桟橋」が建設されていた。海辺のリゾート地の中に桟橋が特に流行し、そのブームは1860年代の10年間に22本の大きな桟橋が建設されるほどだった。イングランドの休日を象徴する桟橋は、1914年までに100本以上が建設されていた。これらの桟橋は、ヴィクトリア朝建築の中でも最も芸術性が凝縮されたものと見なされており、現在も建築的価値の高い桟橋が多数残っているが、いくつかは失われている。
橋だけではなく、ヴィクトリア時代の古典様式の建築も代表的であった。この時期、イングランドではゴシック装飾が古典建築に溶け込んだ「ゴシック復興建築」が発展し、多様な建物や都市計画で広く好まれていた。ビクトリア朝建築は全社会に普及し、橋や運河、鉄道、駅、近代的な下水道システムといった画期的な技術革新もこの時期に構築されていた。

### 現代（ウィンザー朝）
20世紀初頭にはエドワード朝建築が続いた。また、大聖堂や教区教会などの石造りや木造の建物は、しばしば伝統的な「イングランドらしさ」を象徴するものとされ、カントリーハウスなどの壮麗な新しい建築様式には、古代イングランドのデザインが取り入れられることが多くなった。多くの人々がイングランドのカントリーハウスや田園生活に興味を持ち、その証拠として、イングリッシュ・ヘリテッジやナショナル・トラストが管理する庭園付きのカントリーハウスを訪れる観光客の多さが挙げられる。
現存している「桟橋」の例として、イースト・サセックスのブライトンにある2つや、ウィラルのニュー・ブライトンにある1つが挙げられる。廃墟となったウェスト・ピアやクリーブドン・ピアは、現地の観光名所として指定されている。また、ウェストン＝スーパー＝メアにあるバーンベック・ピアは、この島と結ばれている唯一の桟橋である。『ナショナル・ピア・ソサエティ』の調査によれば、イングランドには現在も55本の桟橋が現役として利用されている。